# SAGA Unternehmensgruppe
SAGA Unternehmensgruppe, kurz SAGA, ist der Name, mit der die SAGA Siedlungs-Aktiengesellschaft Hamburg öffentlich auftritt; die Gruppe ist ein kommunales Wohnungsunternehmen. Mit 140.000 Wohnungen und mehr als 1.400 Gewerbeobjekten (Stand jeweils 2024), die nahezu vollständig auf Hamburger Stadtgebiet liegen, ist das Unternehmen die größte Wohnungsgesellschaft der Stadt und das größte kommunale Wohnungsunternehmen Deutschlands. 2022 lebte fast jeder siebte Hamburger in einer SAGA-Wohnung.

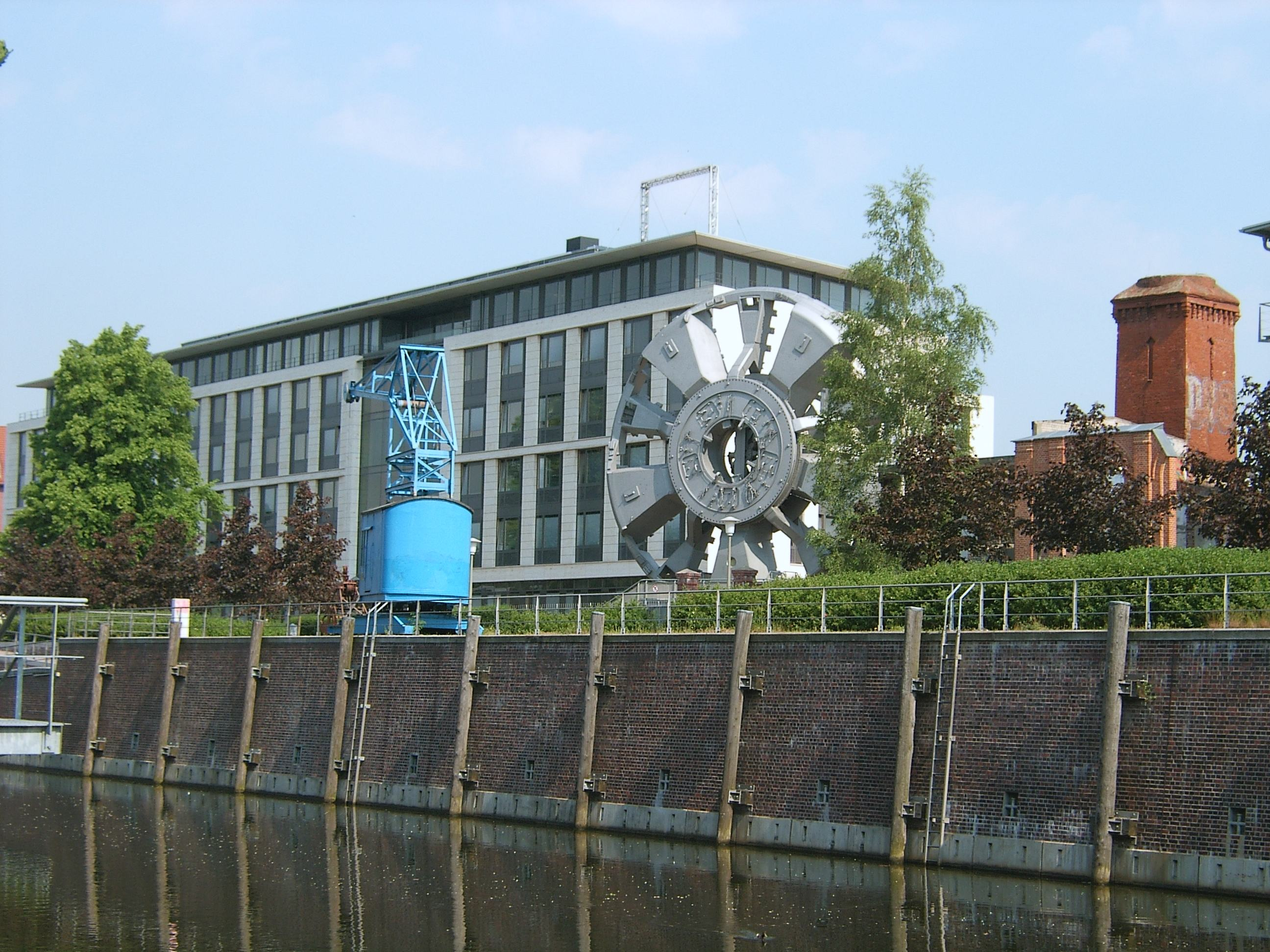
Hauptverwaltung der SAGA am Osterbekkanal in Barmbek, im Vordergrund Ausstellungsobjekte des Museums der Arbeit, in der Mitte die TRUDE

## Geschichte

### SAGA
| Bezug | Ort und Erläuterung                                                                           |
| ----- | --------------------------------------------------------------------------------------------- |
| 1923  | Zwei Zimmer über dem Lindenkrug in der Steenkampsiedlung (heute Veit-Stoß-Weg 37, Bahrenfeld) |
| 1927  | Zwei Erdgeschoss-Wohnungen in der „Schichttorte“ (Bahrenfelder Steindamm 49, Bahrenfeld)      |
| 1939  | Büros im Esplanadebau (Esplanade 6) in der Hamburger Neustadt                                 |
| 1945  | Flachtrakt im Friedrich-Ebert-Hof (Brahmsstraße 100, heute Griegstraße, Ottensen)             |
| 1948  | Esplanade 53–56, Altona-Altstadt                                                              |
| 1953  | Allee 72 (heute Max-Brauer-Allee, Altona-Altstadt)                                            |
| 1975  | Große Bergstraße 154, Altona-Altstadt                                                         |
| 2004  | Poppenhusenstraße 2, Barmbek-Nord                                                             |

#### Wirken in der Weimarer Republik (1922–1933)
Die SAGA wurde am 29. Dezember 1922 als kommunales Unternehmen der Stadt Altona/Elbe mit dem Namen Siedlungs-Aktiengesellschaft Altona gegründet. Die Eintragung ins Handelsregister des Amtsgerichts Altona erfolgte am 25. Januar 1923. Ziel war, die damals herrschende drastische Wohnungsnot in der Stadt zu bekämpfen. Wesentlicher Initiator der Gründung war Max Brauer, damals Zweiter Bürgermeister und Stadtkämmerer Altonas.
Am 1. April 1923 übernahm die SAGA die Fertigstellung der als Gartenstadt konzipierten Steenkampsiedlung in Bahrenfeld. Dabei übte der Stadtplaner Gustav Oelsner eine leitende Rolle aus. Sein Form- und Gestaltungswille prägte die SAGA bis 1933. Die SAGA verwaltete 1923 760 städtische Kleinwohnungen. Nach der kriegs- und inflationsbedingten Bauflaute nahm die SAGA ab 1924 eine rege Bautätigkeit auf. Das Unternehmen wuchs zudem, weil die Verwaltung kommunaler Immobilien der mithilfe des Groß-Altona-Gesetzes eingemeindeten Vororte in die Hände der SAGA überging. 1927 betreute das Unternehmen 2016 Mieteinheiten, durch Bau und Zukäufe stieg der Bestand eigener Wohnungen bis Ende 1932 auf 3775 an, hinzu kamen ca. 1800 Wohnungen, die sie im Auftrag Dritter, insbesondere der Stadt Altona, verwaltete. Ihrem Ziel, minderbemittelten Familien und Einzelpersonen zu angemessenem Wohnraum zu verhelfen, wurde die SAGA nicht vollauf gerecht. Der Arbeiteranteil unter den SAGA-Mietern lag unter dem Arbeiteranteil in Altona; überrepräsentiert war hingegen der „neue Mittelstand“: Angestellte, Beamte, Lehrer, Techniker und Ingenieure.
Die Weltwirtschaftskrise erzeugte Probleme auch für die SAGA: Viele Mieter zahlten ihre Mieten nicht; um Kosten zu decken, erhöhte das Unternehmen Mieten dreimal, was zu heftigen Auseinandersetzungen mit Mietern führte; zwei in Insolvenzgefahr geratene Wohnungsbaugenossenschaften wurden von der SAGA übernommen.

#### Zeit des Nationalsozialismus (1933–1945)
Mit der Machtergreifung der Nationalsozialisten änderte sich die personelle Struktur des Unternehmens merklich. Max Brauer, Oberbürgermeister von Altona und Aufsichtsratsvorsitzender der SAGA, wurde abgesetzt und floh ins Ausland. Auch eine Reihe weiterer Mitglieder des Aufsichtsrats, des Vorstands, der Geschäftsführung und der zweiten Führungsreihe musste weichen, zum Teil wurden sie inhaftiert. Als Symbol der „nationalsozialistischen Revolution“ hatte die SA die SAGA-Büros besetzt. Die Führung des Unternehmens übernahmen Nationalsozialisten, das Unternehmen wurde gleichgeschaltet.
Trotz des Bedarfs an weiteren Wohnungen wurden zunächst keine neuen errichtet. Stattdessen beteiligte sich das Unternehmen an ideologisch motivierten Gestaltungsmaßnahmen im Bestand: Weil Flachdächer der in den Republikjahren errichteten Gebäude als „undeutsch“ galten, wurden sie durch Satteldächer ersetzt, teilweise verbunden mit Aufstockungen um ein weiteres Geschoss.
Das Groß-Hamburg-Gesetz vom 1. April 1937 veränderte den kommunalen Bezugsrahmen des Unternehmens. Es ging in das Eigentum Hamburgs über und konkurrierte von nun an im neuen Groß-Hamburg mit weiteren städtischen Wohnungsbaugesellschaften. Ab 1938 nahm das Unternehmen wieder umfangreiche Bautätigkeiten auf. 1939 fusionierte es mit der Baugesellschaft Hamburg mbH. Auf diese Weise kam die SAGA an etwas mehr als 1600 Kleinsiedlerstellen. Die Firmierung wurde ebenfalls angepasst; die SAGA hieß nun Gemeinnützige Siedlungs-Aktiengesellschaft Hamburg.
Bis zum Beginn des Zweiten Weltkrieges (1. September 1939) verfügte die SAGA über einen Bestand von 6617 Einheiten. Im Krieg wurden nur noch wenige Wohnungen errichtet, dafür waren Materialengpässe, Kontingentierungen, Arbeitskräfteknappheit und schließlich ein behördlich verordneter Neubaustopp verantwortlich. Luftangriffe auf Hamburg – wie die „Operation Gomorrha“ – beschädigten und vernichteten bis Kriegsende am 8. Mai 1945 erhebliche Teile des Immobilienbestandes der SAGA: Ende 1944 war etwas mehr als ein Viertel der zirka 5000 SAGA-eigenen Wohnungen unbewohnbar geworden. Durch das Unternehmen errichtete Behelfsunterkünfte und Notwohnungen für Ausgebombte, sogenannte Plattenhäuser (→Plattenhaus Poppenbüttel), boten kaum angemessenen Ersatz. Für diese Plattenhäuser sind von KZ-Häftlingen im KZ Neuengamme vorgefertigte Betonteile benutzt worden. Bei der Errichtung der Notbehelfe innerhalb Hamburgs waren 1500 aus dem KZ Auschwitz-Birkenau verlegte Häftlinge zum Einsatz gekommen: 1500 Juden aus der Tschechoslowakei, Polen und Ungarn. Auch italienische Militärinternierte sind dazu herangezogen worden.

#### Nachkrieg, Wiederaufbau, Großsiedlungen (1945–1972)

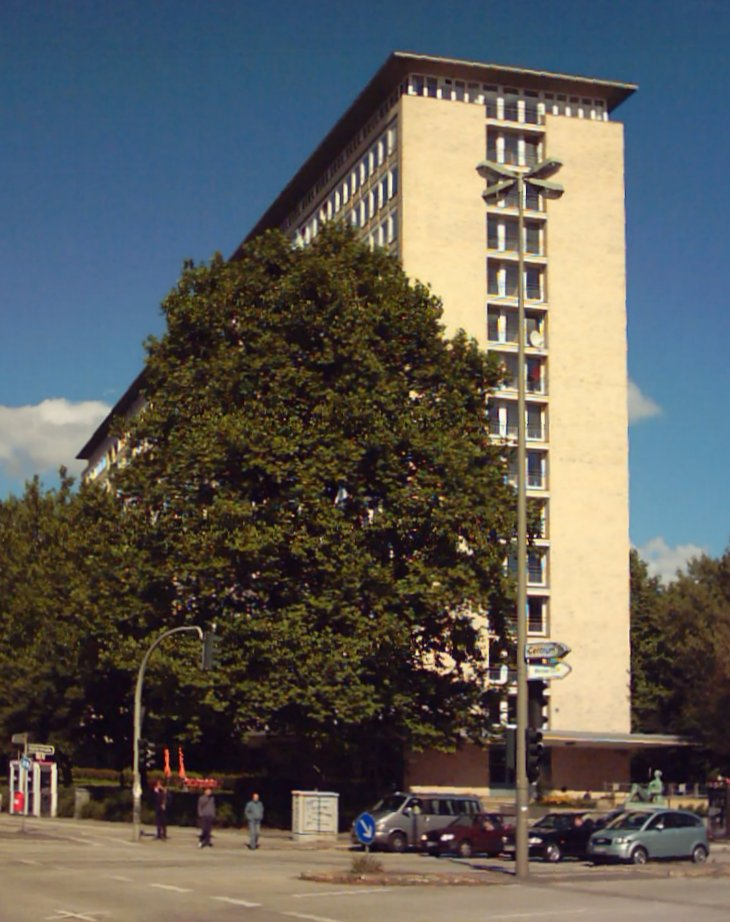
Ein Gebäude der Grindelhochhäuser

15 Angestellte, vier Verwalter und sechs Arbeiter der SAGA mussten das Unternehmen aufgrund von Entnazifizierungsmaßnahmen verlassen. Den beiden Vorständen Hermann Messtorff und Bruno Baack wurde zum 31. Juli 1945 gekündigt. Beide waren aktive Mitglieder der NSDAP. Im Oktober 1945 wurde Henry Zwanck zum SAGA-Vorstand bestellt. Er leitete es in der unmittelbaren Nachkriegszeit und in den Boomjahren des Wiederaufbaus. In den ersten Nachkriegsjahren lag der Schwerpunkt auf der notdürftigen Instandsetzung von Wohnraum und Unterkünften. Der allgegenwärtige Mangel an Baumaterial setzte jedem Reparatur- und Neubauvorhaben enge Grenzen. Trotz dieser Hemmnisse nahm die SAGA 1947 die Planung für den Bau der Grindelhochhäuser auf, die 1956 fertiggestellt wurden. Hierbei wurden allerdings 20 Meter eines Gebäudes auf dem Nachbargrundstück errichtet, was zu einer Klage des Geschädigten führte, welche erst 12 Jahre nach Fertigstellung mit BGH-Urteil abgeschlossen wurde. In Harvestehude entstanden zwölf Hochhausscheiben mit 8 bis 15 Geschossen und rund 2200 Wohnungen. Zum 1. April 1948 legte der Hamburger Senat die regionalen Zuständigkeiten der städtischen Wohnungsbaugesellschaften fest. Eine grobe Orientierung stellten die Überlegungen zu den Bezirksgrenzen dar, die allerdings zum Teil noch im Fluss waren. Die Zuständigkeit der SAGA erstreckte sich auf Eimsbüttel, auf große – nicht alle – Teile Altonas sowie auf Gebiete in den Bezirken Nord und Wandsbek. Auch für die Kleinsiedlungen blieb sie zuständig. Die staatlichen Wohnungsbaugesellschaften verkauften sich anschließend gegenseitig die nicht in ihrem Gebiet liegenden Objekte. Nach der Währungsreform (20. Juni 1948) begannen der Wiederaufbau und der Ausbau des Immobilienbestands. Wichtige Architekten, die im Auftrag der SAGA tätig wurden, waren Fritz Trautwein, Bernhard Hermkes, Ferdinand Streb und Rudolf Lodders.
Ende 1951 zählte die SAGA 7373 eigene Mietobjekte. 1952 meldete das Unternehmen den Abschluss des Wiederaufbaus der im Krieg zerstörten Wohnblöcke. Zu den Großsiedlungsprojekten der 1950er-Jahre gehörten die SAGA-Siedlung in Sülldorf (Op'n Hainholt) sowie die Wohnsiedlung Fahrenort und die Siedlung Veermoor in Lurup (Architekten: Bernhard Hermkes und Gerhart Becker), ferner die Siedlung Beerboomstücken (Architekt: Werner Kallmorgen) in Groß Borstel. Ende der 1950er-Jahre befanden sich rund 15.000 Mieteinheiten in SAGA-Eigentum. Die Sturmflut vom 16. und 17. Februar 1962 traf auch SAGA-Mieter, denn mehr als 800 von der SAGA verwaltete Siedlerstellen in Wilhelmsburg und Harburg wurden überflutet. Um den wohnungslos gewordenen Personen helfen zu können, stockte das Unternehmen in Bau befindliche Häuser auf und schuf so zusätzlichen Wohnraum. 1963 verfügte das Unternehmen über 18.661 eigene Wohnungen, Ende 1965 belief sich dieser Wert auf 20.906. Zu den Großsiedlungen, die die SAGA Ende der 1960er und Anfang der 1970er Jahre mit errichtete, gehörten die Hochhaussiedlung in Steilshoop und der Osdorfer Born, damals als „Musterbeispiel eines neuen sozialen Wohnungsbaus“ geplant. Ende 1971 besaß die SAGA 29.520 eigene Mieteinheiten, zu diesen kamen 275 fremdbetreute Wohnungen hinzu sowie 340 Kleinsiedlerstellen.

#### Fusion, Krisen und neue Aufgaben (1972–1999)

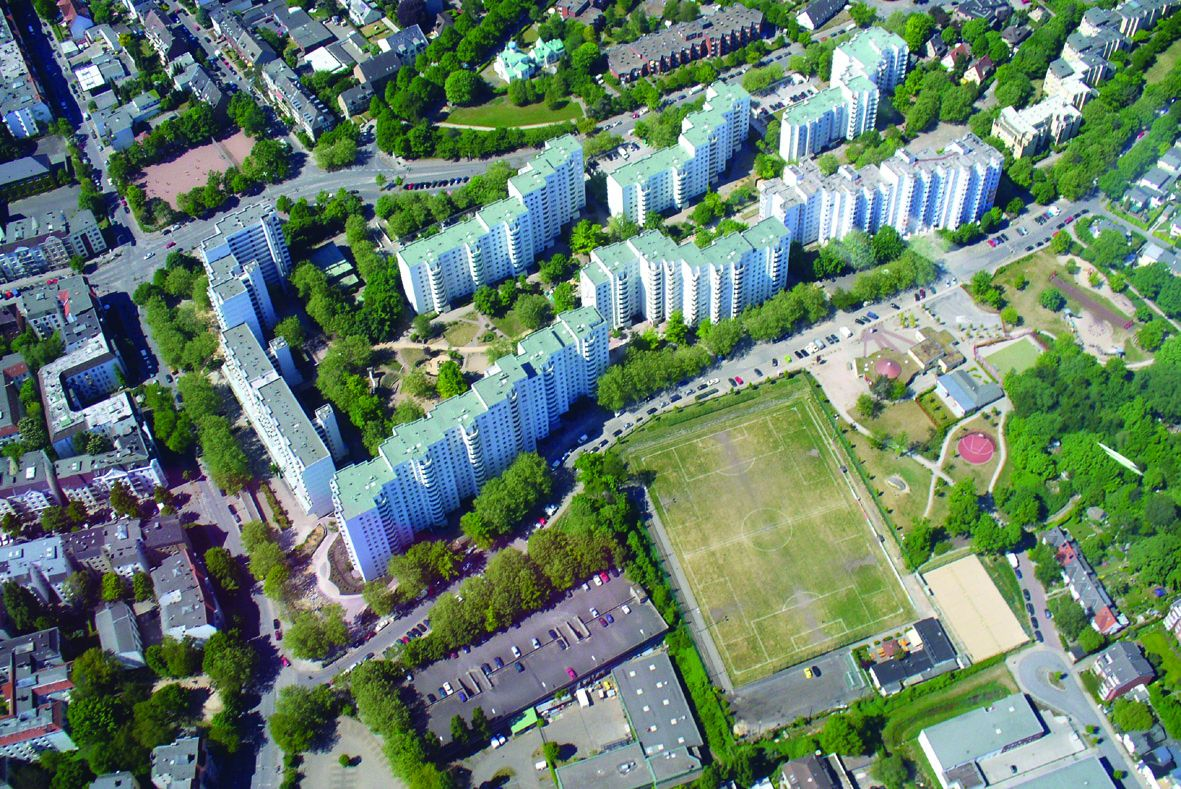
Lenzsiedlung in Lokstedt, nördlich unmittelbar an den Stadtteil Eimsbüttel angrenzend

Am 7. Juli 1972 fusionierte die SAGA mit den Unternehmen Gemeinnütziges Wohnungsunternehmen Freie Stadt GmbH (gegründet am 16. Juni 1926), Neues Hamburg GmbH (gegründet am 20. April 1928) und Deutsche Wohnungsbaugesellschaft mbH Harburg (gegründet 1929). Der Name Siedlungs-Aktiengesellschaft Hamburg blieb erhalten. Hans-Ulrich Klose zählte für kurze Zeit zum nun fünfköpfigen Vorstand, dem auch John Leyding angehörte. Durch den Zusammenschluss wurde die SAGA zum größten kommunalen Wohnungsbauunternehmen der Bundesrepublik. Ihr Wohnungsbestand wuchs erheblich: Ende 1972 verfügte die SAGA über mehr als 85.000 Einheiten.
Zu einem Fiasko für die SAGA entwickelte sich ein Vorhaben im Iran. Eine Tochtergesellschaft beteiligte sich dabei an einem Projekt in Teheran, das in der zweiten Hälfte der 1970er Jahre dem Bau von Wohnungen für Pensionäre und Zivilangestellte der iranischen Armee dienen sollte. Chaotische Zustände auf der Baustelle veranlassten die iranische Regierung 1978 zum Baustopp, ein Jahr später gab die Iranische Revolution den Anlass, das Projekt ganz abzubrechen. Der SAGA entstand ein Schaden von rund 195 Millionen DM. Der Wohnungsneubau in Hamburg spielte für die SAGA nach der ersten Ölkrise (1973) keine so dominante Rolle wie in den Vorjahren, obgleich die 1970 begonnene Großsiedlung Mümmelmannsberg oder die Lenzsiedlung (1974–1979) zusammen mit anderen bedeutenden Wohnungsunternehmen realisiert wurden. Stattdessen rückten Renovierung, Sanierung und Modernisierung in den Vordergrund. In den 1980er Jahren zeigte sich überdies ein wachsender Bedarf an Instandhaltungsmaßnahmen. Ein Schwerpunkt dieser keinesfalls immer konfliktfreien Projekte waren dabei Bestände in Gründerzeitvierteln wie Altona-Altstadt, Ottensen und St. Pauli. Beim Bau von Neuallermöhe, einem der größten Neubauprojekte der 1980er Jahre unter Federführung der Neuen Heimat, beteiligte sich die SAGA.
Am Ende der 1980er Jahre befand sich die SAGA in einer Krise. Ihr fehlte es an Wirtschaftskraft, sie war mit einem deutlichen Instandsetzungsstau konfrontiert und überdies stand das Ende der Wohnungsgemeinnützigkeit bevor – und damit eine höhere Steuerlast für das Unternehmen. Teile der Hamburger CDU sowie die FDP der Stadt plädierten für Verkäufe von Wohnungen, um die Finanzschwäche der SAGA zu überwinden; die Hamburger SPD war dagegen. Der Hamburger Senat entschied im Herbst 1990, keine Wohnungen zu veräußern. Stattdessen erhielt das Unternehmen eine Kapitalzufuhr, die das Defizit deckte. Zugleich begrenzte er mit Blick auf den sozialen Frieden Mieterhöhungsmöglichkeiten. Wenig später war die SAGA Gegenstand eines Untersuchungsausschusses der Bürgerschaft. Hier standen Vorwürfe im Raum, SAGA-Mitarbeiter, nahe Politiker und Beamte würden bei der Vergabe von „Luxuswohnungen“ bevorzugt, ferner der Verdacht, die SPD missbrauche das Unternehmen zum Machterhalt. Wenngleich sich diese Behauptungen nicht erhärten ließen, stand die SAGA von 1992 bis 1993 im Licht der Öffentlichkeit, zum Schaden ihres Ansehens.
Das Unternehmen war beim Wohnungsneubau in den 1990er-Jahren erneut gefordert. Im Schnitt entstanden rund 400 bis 500 Wohnungen pro Jahr. Hintergrund waren die politischen Veränderungen in Deutschland und Europa: Auch Hamburg war Ziel von Aussiedlern, Spätaussiedlern und von Bürgerkriegsflüchtlingen vom Balkan. Hinzu kamen Binnenmigranten aus den neuen Ländern. In diesem Jahrzehnt gewannen ökologische Aspekte bei der Bestandspflege und bei Neubauten an Bedeutung, wie etwa die Nutzung von Sonnenenergie durch Solaranlagen oder die Realisierung von Niedrigenergiehäusern. Siedlungen aus den 1950er Jahren wurden zudem verdichtet. Nutzung von Baulücken, Aufstockungen, Dachgeschossausbauten sowie Neubauten auf großzügigen Grünflächen galten dabei als geeignete Methoden. 1994 schloss die SAGA-Verwaltung zudem einen Dezentralisierungsprozess ab, die Mieter und Wohnungen wurden seither von regionalen Verwaltungen betreut. Zu diesem Zeitpunkt existierten mehr als 87.000 SAGA-eigene Wohnungen, für knapp 8.000 weitere oblag der SAGA die Verwaltung. Um der Gefahr einer Verstetigung sozialer Brennpunkte entgegenzuwirken, setzte das Unternehmen in den entsprechenden Quartieren eine Reihe von Maßnahmen der sozialen Stadtteilentwicklung um, zu denen beispielsweise Nachbarschaftstreffs, Sportangebote, Stadtteilkonferenzen, aber auch Logen und Wohnungszuschnittsveränderungen zählten.

### GWG

#### Freigewerkschaftliches Bauen (1926–1933)
Im Unterschied zur preußischen Nachbarstadt Altona gründete der Hamburger Senat keine eigene Wohnungsbaugesellschaft. Weil private Investoren nach Ende der Inflation als Akteure des Massenwohnungsbaus ausfielen, begannen gemeinnützige Organisationen damit, durch umfangreiche Wohnungsbauprojekte die Wohnungsnot zu lindern. In Hamburg gründete der Allgemeine Deutsche Gewerkschaftsbund (ADGB) 1926 deshalb die Gemeinnützige Kleinwohnungsbaugesellschaft Groß-Hamburg (GKB). Sie war eine sogenannte Ehrenteit-Gesellschaft, in der Vertreter der Stadt Hamburg im Aufsichtsrat saßen und weitgehende Vetorechte hatten. Bis 1932 errichtete sie 2700 Wohnungen, zum Beispiel in Barmbek-Nord, in der Jarrestadt Winterhudes oder auf der Veddel. Ein wichtiger, im Auftrag der GKB tätiger Architekt war Karl Schneider.

#### Von der GKB zur Neuen Heimat (1933–1945)
Die Zerschlagung der Gewerkschaften zeitigte Folgen für die Wohnungsbaugesellschaften des ADGB. Wie andere Unternehmen ihrer Art wurde die GKB zwangsweise in die Deutsche Arbeitsfront (DAF) eingegliedert. Zunächst konzentrierte sich die GKB auf die Pflege ihres Wohnungsbestandes, erst 1936 nahm sie wieder Neubauvorhaben in Angriff. In Barmbek-Nord entstanden 240 einfach gehaltene Wohnungen, vorzugsweise in Zeilenbauweise. 1938/1939 benannte die DAF ihre Wohnungsbaugesellschaften um – es entstand die Neue Heimat. Die regionale Gliederung dieses Unternehmens entsprach den Gauen des NS-Staats, in Hamburg firmierte es daher unter Neue Heimat – Gemeinnützige Wohnungs- und Siedlungsgesellschaft im Gau Hamburg GmbH. Der Wohnungsbestand vergrößerte sich um 1100 Einheiten, weitere 465 kamen 1941 hinzu, als der Hamburger Bestand der Heimat AG übernommen wurde. Der Hamburger Wohnungsbestand der Neuen Heimat litt infolge der Kriegseinwirkungen erheblich. Kaum eine der 4300 Einheiten blieb unversehrt, mehr als die Hälfte wurde völlig zerstört.

#### Von Nissenhütten zum bundesweiten Wohnungsbau (1945–1962)
Der Mangel an Baumaterial behinderte den Wiederaufbau der Neue-Heimat-Bestände ebenfalls. Hinzu kam die Treuhandverwaltung der ehemaligen DAF-Unternehmen, die als Vermögen der NSDAP galten. Hohe Schulden durch Hypotheken schränkten die Handlungsfreiheit zusätzlich ein. Das Unternehmen konzentrierte sich daher im Auftrag der britischen Besatzungsbehörden zunächst auf die Errichtung von Nissenhütten. Erst 1950 begann unter der Regie von Heinrich Plett die Beseitigung der Kriegsschäden im Wohnungsbestand, sie war 1952 weitgehend abgeschlossen. In Hamburg übernahm Plett dabei drei angeschlagene Wohnungsbaugesellschaften. Er griff dann über Hamburg hinaus und baute das Unternehmen rasch zu einem bundesweit tätigen Akteur der Wohnungswirtschaft aus: Ab 1953 übernahm die Neue Heimat Hamburg nach und nach die oft notleidenden Schwesterunternehmen und leitete damit die Konzernbildung ein, die der Deutsche Gewerkschaftsbund (DGB) am 20. September 1954 offiziell guthieß. Die Zahl der bundesweit jährlich neu gebauten Einheiten belief sich im Jahr 1954 auf 8.400, 1960 waren es fast 20.000. Ernst May und Hans Bernhard Reichow lieferten die Entwürfe für umfangreiche Bauvorhaben der Neuen Heimat in Hamburg, beispielsweise für den Stadtteil Altona-Altstadt.

#### Diversifizierung, Krise, Skandal (1963–1988)
Nach dem überraschenden Tod von Heinrich Plett übernahm Albert Vietor, bislang kaufmännischer Leiter und stellvertretender Vorstandsvorsitzender der Neuen Heimat, 1963 die Unternehmensspitze. Er erschloss neue Geschäftsfelder, beispielsweise 1964 durch die Gründung der Tochtergesellschaft Neue Heimat Kommunal den Hochbau. Sie widmete sich insbesondere dem Bau von Infrastruktureinrichtungen wie Krankenhäusern und Schulen, Hochschulen, Sportstätten und Altenheimen. Die im Juni 1969 gegründete Neue Heimat Städtebau fungierte als Dachgesellschaft für die Konzernteile, die sich im nicht-gemeinnützigen Bau betätigten, etwa beim Bau von Eigentumswohnungen oder Eigenheimen, Geschäftshäusern, Einkaufszentren und Hotels, oder im internationalen Geschäft. Im angestammten Wohnungsbau stellten sich erhoffte Kostenvorteile der Montagebauweise nicht ein, stattdessen trug sie zur Verfestigung monotoner Bebauungsformen bei.
1973 verfügte das Unternehmen über 330.000 Wohnungen. Dieser Spitzenwert konnte die Krise des Konzerns jedoch nicht abwenden. Das Unternehmen geriet nach und nach in Schieflage, weil es als unterkapitalisiert galt – die Neue Heimat zählte 1973 zu den größten privaten Schuldnern in Deutschland. 90 Prozent dieser Schulden entfielen dabei auf den gemeinnützigen Konzernteil. Große Teile des Betriebsgewinns mussten in Bestandsmodernisierungen gesteckt werden. Steigende Zinsen, hohe Leerstände, eine nachlassende Wohnungsbaukonjunktur und eine ungenügende Produktivität belasteten das Unternehmen. Um den nicht-gemeinnützigen Teil des Konzerns mit seinen in- und ausländischen Geschäften war es Ende der 1970er/Anfang der 1980er Jahre noch schlechter bestellt. Die Neue-Heimat-Affäre, ausgelöst durch einen Spiegel-Bericht vom 8. Februar 1982, läutete das Ende ein. Der Konzern hatte nicht nur wirtschaftliche Probleme, mehrere Mitglieder des Vorstands hatten zum Nachteil des Konzerns und der Mieter private und geschäftliche Interessen vermengt.

#### Im Eigentum Hamburgs (1988–1999)
Nachdem die Gewerkschaften als Anteilseigner nicht mehr bereit waren, die Defizite und Imageprobleme der Neuen Heimat zu tragen, wurde sie schließlich abgewickelt, insbesondere durch eine Regionalisierung ihrer Bestände. In diesem Zusammenhang übernahm die Nachfolgegesellschaft GWG – Gemeinnützige Wohnungsgesellschaft mbH (später GWG Gesellschaft für Wohnen und Bauen mbH) den Hamburger Wohnungsbestand des gescheiterten DGB-Unternehmens. 31.000 Wohnungen gingen an die GWG, weitere 10.000 an die Wohnungsverwaltungsgesellschaft Nord mbH (WVN), die diesen Bestand an die GWG verpachtete. 1988 wurde die GWG in die Hamburger Gesellschaft für Beteiligungsverwaltung integriert. Intern ging es um die Stärkung der Kompetenzen in den Bereichen Betriebswirtschaft, Controlling, EDV, Steuern, Recht und Bautechnik. Außerdem setzte das Unternehmen auf eine räumliche Dezentralisierung, hinein in die Quartiere. Im Bestand priorisierte die GWG die Ertüchtigung der Wohnungen durch Modernisierung und Instandhaltung. Zum 1. Januar 1992 wurden die Bestände von GWG und WVN verschmolzen. In diesem Kontext wurden 2500 Wohnungen in der Gartenstadt Farmsen an die Stadt Hamburg verkauft, die diese wiederum an eine Genossenschaft verpachtete.

### Vom Zusammenschluss bis zur Verschmelzung (1999–2021)

#### Zusammenschluss
Im Sommer 1999 machte Bausenator Eugen Wagner seinen Plan der Zusammenlegung von SAGA und GWG öffentlich. Mittelfristig sollte so die Finanzlage dieser Unternehmen verbessert werden. Schrittweise bildeten sie anschließend als SAGA GWG einen Gleichordnungskonzern nach Art. 18 Aktiengesetz: Beide Unternehmen waren formal selbständig, hatten allerdings ein gemeinsames Konzerndach und einen gemeinsamen Vorstand. Im Jahr 1999 verfügte das Unternehmen über mehr als 130.000 Wohnungen und 1.600 Gewerbeobjekte.

#### Entwicklung seit 1999

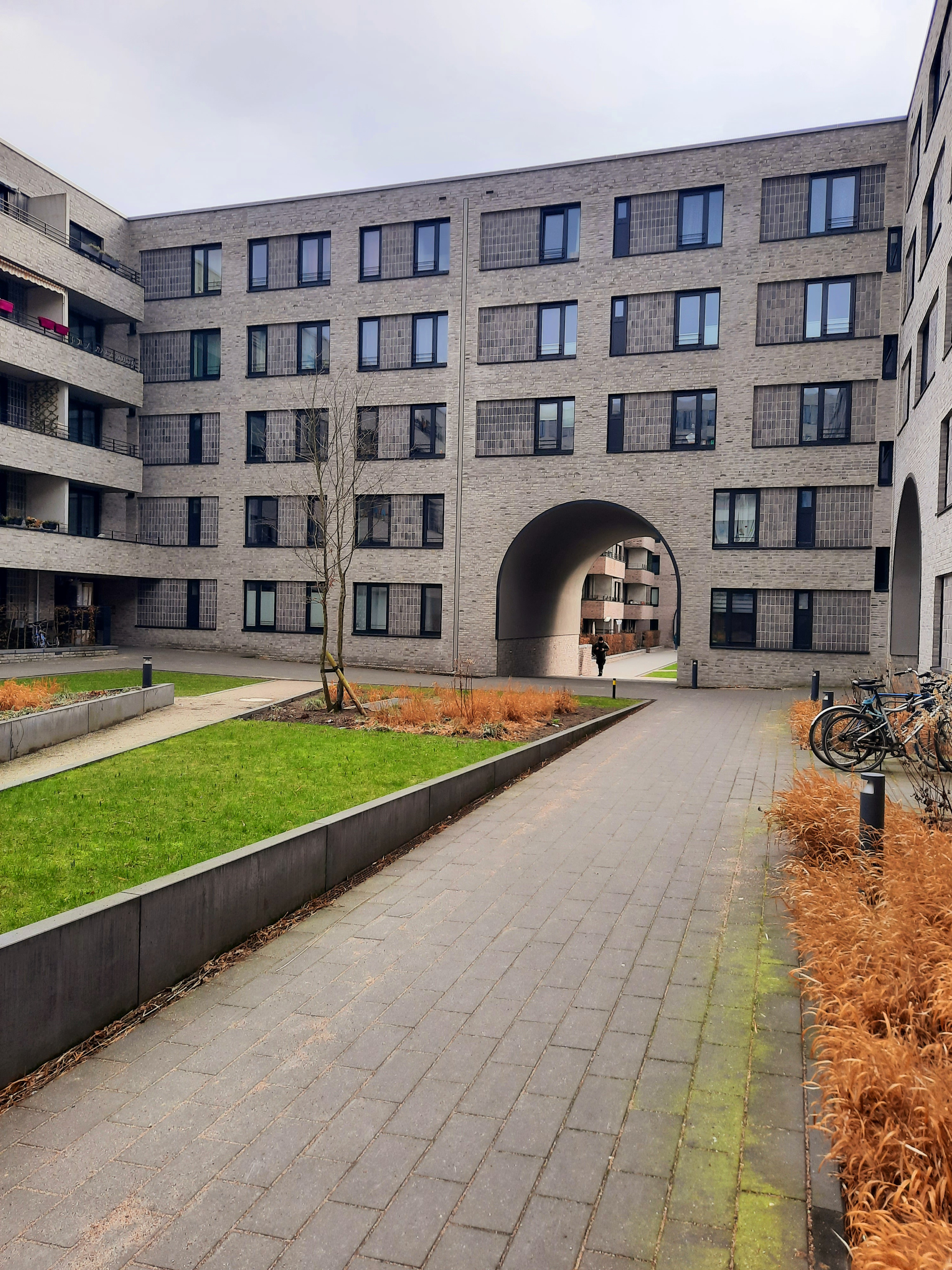
Von 2017 bis 2021 errichteter Wohnhof im Pergolenviertel (Winterhude), Architekt: Winking Froh Architekten

Zunächst geriet der Gleichordnungskonzern in den politischen Streit, der mit den Finanzen Hamburgs zusammenhing. Im Bürgerschaftswahlkampf 2001 machten die Parteien unter anderem die Frage einer teilweisen oder vollständigen Privatisierung der SAGA GWG zum Thema. Auch der erste Senat unter Ole von Beust befasste sich damit. Im Spätsommer 2003 endeten diese Überlegungen jedoch mit einer grundsätzlichen Bestandsgarantie durch die Stadtregierung. Interessierte Mieter von 2000 Wohnungen konnten diese erwerben, zumindest in der Zeit bis März 2021. Die Fehlbelegungsabgabe, die häufig zum Wegzug solventer Mieter führte und damit die soziale Stabilität von Quartieren gefährden konnte, wurde im Sommer 2002 abgeschafft. Das half mit, die Fluktuationsquote im Wohnungsbestand zu senken. Von 1998 bis 2008 hatte die SAGA GWG 2700 neue Wohnungen errichtet. Instandsetzungs- und Modernisierungsprogramme blieben auch im 21. Jahrhundert auf der Agenda. Im Rahmen der Internationalen Bauausstellung Hamburg modernisierte das Unternehmen beispielsweise das Weltquartier in Wilhelmsburg und schuf dort zugleich neue Wohnungen. Das Vorhaben erhielt 2013 den Deutschen Bauherrenpreis in der Kategorie Modernisierung, im Jahr darauf den Deutschen Städtebaupreis. Zu den entsprechenden Großprojekten zählte auch die Quartiersentwicklung in Mümmelmannsberg. Im Zuge des „Bündnis für das Wohnen“ in Hamburg baute das Unternehmen von 2011 bis 2022 überdies tausende neuer Wohnungen.
In den Jahren nach dem Zusammenschluss wurde innerbetrieblich eine Reihe interner Integrations- und Restrukturierungsprojekte durchgeführt. Ende 2004 erfolgte die räumliche Zusammenführung durch den Bezug der neu errichteten Konzernzentrale in Barmbek. Im Geschäftsjahr 2007 erwarb die SAGA 19 Prozent der GWG-Anteile; durch einen Stimmrechtsübertragungsvertrag erreichte sie zudem die Stimmrechtsmehrheit an der GWG. Seit 2007 bildeten SAGA und GWG einen auch kapitalseitig integrierten Konzern. 2012 hielt die SAGA 71,43 Prozent der Anteile an der GWG. Seit 2009 existierten stadtweit 18 Geschäftsstellen des Unternehmens (Stand: Februar 2014). 2021 griff hier eine Reorganisation, die zu 14 Geschäftsstellen führte. Zum 1. Januar 2017 trat das Unternehmen in der Öffentlichkeit mit neuem Namen auf: Es nannte sich nun SAGA Unternehmensgruppe.

#### Verschmelzung
Seit 2007 erwarb die SAGA Siedlungs-Aktiengesellschaft Hamburg schrittweise Anteile an der GWG. Mit Wirkung zum 1. Januar 2021 wurde die GWG auf die SAGA verschmolzen.

## Gegenwärtige Strukturen und Zahlen

### Eigentumsverhältnisse, Struktur und Umsatz

#### Eigentümer
73,6 Prozent der SAGA-Anteile werden vom städtischen Unternehmen HGV Hamburger Gesellschaft für Vermögens- und Beteiligungsmanagement mbH (HGV) gehalten, 26,4 Prozent der Anteile hält Hamburg direkt (Stand: Ende 2024).

#### Tochtergesellschaften und Beteiligungen
Die SAGA verfügt über zwei Tochtergesellschaften, deren Ergebnisse in den Konzernabschluss einbezogen werden (Stand: Ende 2024). Hinzu kommen zwölf weitere Tochterunternehmen, assoziierte Unternehmen beziehungsweise Beteiligungsunternehmen von untergeordneter Bedeutung mit unmittelbarer oder mittelbarer Beteiligung der SAGA. Die Ergebnisse dieser zwölf Unternehmen werden nicht in den Konzernabschluss einbezogen.

#### Umsatz
Die Umsatzerlöse lagen im Jahr 2022 bei 1,085 Milliarden Euro. Für 2023 wies der Geschäftsbericht 1,174 Milliarden Euro aus und für 2024 1,154 Milliarden Euro.

### Leitung und Personal

#### Aufsichtsrat und Vorstand
Aufsichtsratsvorsitzender ist qua Amt der Senator für Stadtentwicklung und Wohnen der Freien und Hansestadt Hamburg. Dem Gremium gehören neun Personen an (Stand: 2024). Thomas Krebs ist Sprecher des Vorstands. Snezana Michaelis wurde zum 1. Januar 2024 als neues Vorstandsmitglied bestellt, sie war zuvor Vorstandsmitglied der Gewobag (Berlin).

#### Personal
Am 31. Dezember 2024 waren 952 Personen im Unternehmen beschäftigt (in Vollzeitstellen umgerechnet). Diese Zahl umfasst Mitarbeiter und Auszubildende. Die Mehrheit der Belegschaft ist im Geschäftsfeld Immobilien tätig, also in den entsprechenden Zentralbereichen, Geschäftsstellen und den örtlichen Wohnungsverwaltungen (Hauswartorganisation). Beschäftigte in den Bereichen „Dienstleistungen“, „Bau“ und im Vorstand sowie den Stabsstellen kommen hinzu.

## Gesellschaftliches Engagement

### Auftrag
Das Selbstverständnis der SAGA Unternehmensgruppe resultiert nicht allein aus der Wahrnehmung rein wohnungswirtschaftlicher Aufgaben. Sie verfolgt nach eigenen Angaben eine Nachhaltigkeitsstrategie, die sich auf vier Dimensionen bezieht: Ökonomie, Ökologie, Soziales und Governance; diese Dimensionen seien gleichberechtigt. In ihnen werden prüfbare Ziele mit spezifischen Maßnahmen festgelegt und verfolgt. Die Global Reporting Initiative und der Deutsche Nachhaltigkeitskodex bilden den Bezugsrahmen für den alle zwei Jahre vorgelegten Nachhaltigkeitsbericht.
Die SAGA gehört zusammen mit dem Hamburger Senat, den Bezirken und der örtlichen Wohnungswirtschaft zu den Akteuren, die am 20. September 2011 das „Bündnis für das Wohnen in Hamburg“ geschlossen haben, das Ziele und Maßnahmen zur Gestaltung des Hamburger Wohnungsmarktes fixierte. In diesem Bündnis ist die SAGA Unternehmensgruppe vor allem für den Bau von Sozialwohnungen zuständig. Zwischen 2011 und 2022 wurden 9400 Wohnungen neu erstellt; weitere rund 5600 Wohnungen waren 2022 noch in Bau.
Ob sich das Unternehmen durchgängig an das eigene Ziel hält, preisgünstigen Wohnraum bereitzustellen, der auch für sozial benachteiligte Bevölkerungsgruppen erreichbar ist, wird gelegentlich infrage gestellt. Im April 2013 übte beispielsweise das Diakonische Werk Hamburg entsprechende Kritik. Der kirchliche Wohlfahrtsverband forderte fünf Jahre später, dass jede zweite SAGA-Neuvermietung an „vordringlich Wohnungssuchende“ gehen sollte, also Wohnungslose, die durch Hamburger Bezirke mit Dringlichkeitsscheinen oder Dringlichkeitsbestätigungen ausgestattet sind. Mieterhöhungen stoßen bisweilen auf Protest von Mietervereinen und gentrifizierungskritischen Aktionsbündnissen wie „Recht auf Stadt“.

### Kunst

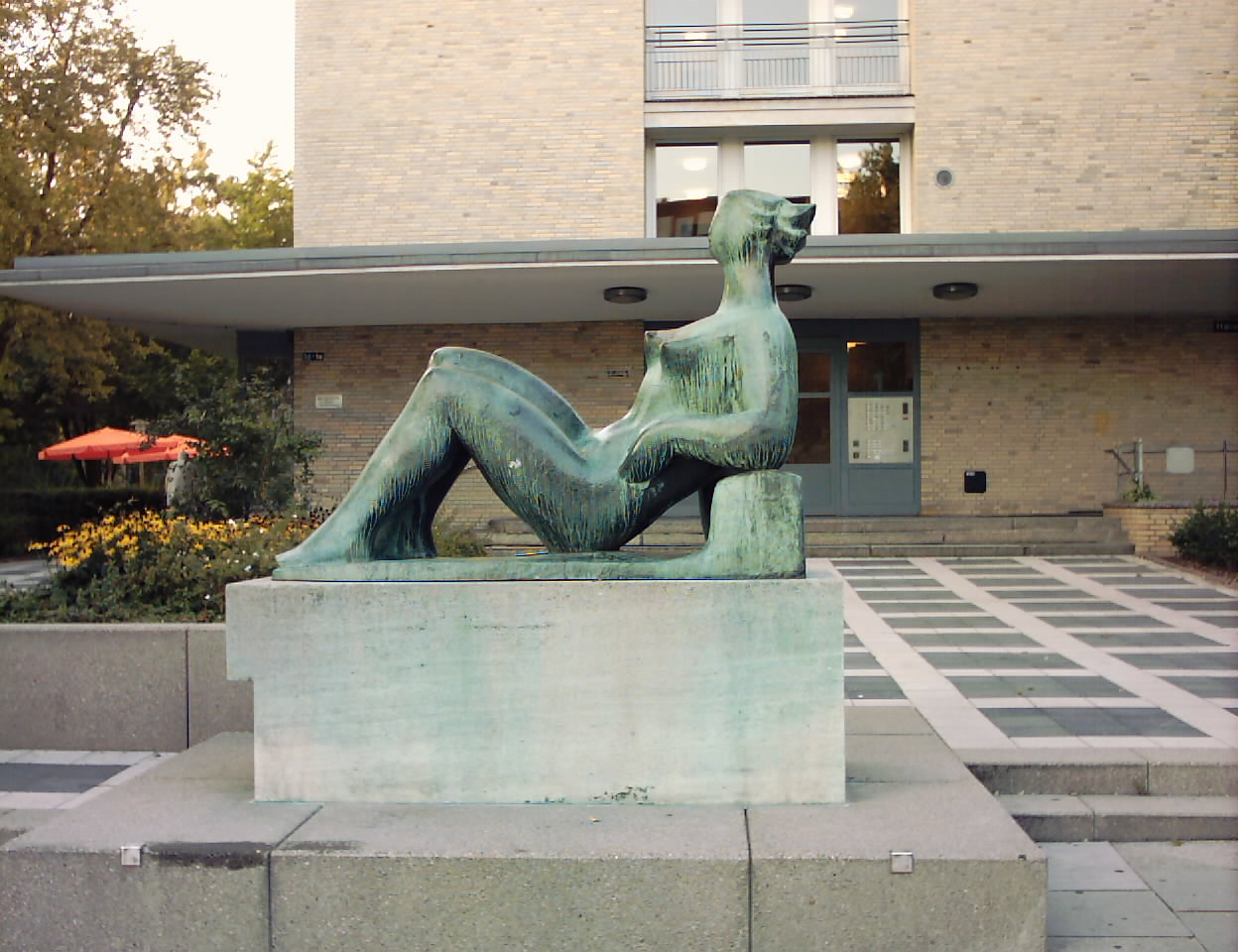
Plastik: Große Liegende von Barbara Haeger (1956), im Hintergrund ein Grindelhochhaus

Seit Jahrzehnten unterstützt das Unternehmen Kunst im öffentlichen Raum, unter anderem durch Kunst am Bau. Rund 300 Kunstobjekte befanden sich 2008 an oder in der Nähe von Immobilien des Unternehmens. Künstler wie Edgar Augustin, Kurt Bauer, Christoph Bechteler, Curt Beckmann, Detlef Birgfeld, Arthur Boltze, Moritz Bormann, Gerhard Brandes, Stephen Craig, Gerhard Dancker, Thomas Darboven, Ulrich Olaf Deimel, Sabine von Diest-Brackenhausen, Karl Heinz Engelin, Gisela Engelin-Hommes, Georg Engst, János Enyedi, Dagmar Fedderke, Fritz Fleer, Hans-Joachim Frielinghaus, Friedrich-Ernst von Garnier, Barbara Haeger, Karl Hartung, Helmuth Heinsohn, Diether Heisig, Carl Ihrke, Martin Irwahn, Hans-Oiseau Kalkmann, Knud Knabe, Hans Kock, Michael Komorowski, Hans Könemund, Rolf Kretschmann, Klaus Kütemeier, Volker Lang, Klaus-Jürgen Luckey, Rolf Laute, Vilma Lehrmann-Amschler, Arne Lösekann, Herbert Meinke, Werner Michaelis, Mariella Mosler, Gert Müdde, Andreas Nowack, Karl August Ohrt, Otto Peters, Jörn Pfab, Maria Pirwitz, Franz Porsche, Ursula Querner, Hans Martin Ruwoldt, Armin Sandig, Hans-Albrecht Schilling, HD Schrader, Justus Schwerdtfeger, Stefan Schwerdtfeger, Kornelia Scholz, Pierre Schumann, Gustav Seitz, Manfred Sihle-Wissel, Brigitte und Martin Matschinsky-Denninghoff, Jan-Peter E.R. Sonntag, Eylert Spars, Richard Steffen, Anne-Marie Vogler, Wolf von Waldow, Doris Waschk-Balz, Seff Weidl, Siegfried Wolske und Peter Würtz schufen entsprechende Werke. Hinzu kommen Graffiti-Künstler, zum Beispiel die Künstlergemeinschaft Getting-up oder Loomit, Darco, DAIM, Hesh, Vaine (Sascha Siebdrat) und Ohne. Die Sprayer Harris und Aimal Jahed (Künstlername: Fusion und Nulon) schufen 2002 an einer Wand am Osdorfer Born das damals höchste Graffito der Welt.
Das Unternehmen besitzt außerdem eine Sammlung von Gemälden, Drucken und Kleinplastiken. Sie enthält zum Beispiel Werke von Joachim Albrecht, Otmar Alt, Eduard Bargheer, Kurt Bauer, Klaus Bendixen, Gisela Bührmann, Ulrich Olaf Deimel, Otto Eglau, Karl Heinz Engelin, Arnold Fiedler, Fritz Fleer, Wolfgang Fräger, Hans-Joachim Frielinghaus, Hartmut Frielinghaus, Rupprecht Geiger, Wolfgang Götze, Willem Grimm, Herbert Grunwaldt, Barbara Haeger, Hansen-Bahia, Dörte Harten, Erich Hartmann, Erwin Heerich, Josef Hegenbarth, Eduard Hopf, Tom Hops, John Jiří (auch Jiří John), Wolf Kahlen, Karl Kluth, Heinz Knoke, Hans Kock, Diether Kressel, Fritz Kronenberg, Vilma Lehrmann-Amschler, Dietmar Lemcke, Peter Luksch, Frans Masereel, Rupprecht Matthies, Hanns Hubertus Graf von Merveldt, Peter Nagel, Werner Nöfer, Jörn Pfab, Ursula Querner, Otto Rodewald, Karl Rössing, Hans Martin Ruwoldt, Malte Sartorius, Pierre Schumann, Manfred Sihle-Wissel, Hans Hermann Steffens, Hermann Teuber, Claus Wallner, Doris Waschk-Balz, Seff Weidl, Wolfgang Werkmeister, Ludwig Wilding, Gretchen Wohlwill und Gustav H. Wolff.
2002 gründete die SAGA die Tochtergesellschaft ProQuartier Hamburg Gesellschaft für Sozialmanagement und Projekte mbH. Sie fördert die Infrastruktur und die Kommunikation in den Quartieren und greift dabei vielfach auf Kunstprojekte zurück, die die jeweilige Nachbarschaft aktiv einbezieht. Seit 2007 förderte die SAGA zudem in Veddel sogenannte Quartierskünstler mit Arbeitsstipendien. Von Anfang 2014 bis Ende 2015 förderte das Unternehmen in diesem Zusammenhang beispielsweise Adnan Softić. Seit 2022 ist diese Förderung von Quartierskünstlern nicht an einen Stadtteil gebunden, sondern soll von Quartier zu Quartier gehen. Den Anfang machte Dulsberg.
2017 ließ die SAGA in Abstimmung mit der Kulturbehörde das einzige in Hamburg noch vorhandene Werk, Bomb Hugger, des britischen Streetart-Künstlers Banksy restaurieren.

### Kultur
Der Hamburger Comedy Pokal wird vom Unternehmen seit langem unterstützt. Zu den in der Vergangenheit geförderten kulturellen Projekten und Veranstaltungen gehörte das Schleswig-Holstein Musik Festival und ein Musikwettbewerb für Hamburger Schüler („Ohrensausen“).

### Sport und Musik
Die Unternehmensgruppe fördert Sport in Quartieren mit SAGA-Immobilien. Im Rahmen dieses Programms, das seit Mitte der 1990er-Jahre angeboten wird, finden sich Aktivitäten wie Fußball, Boxen und Volleyball, ferner Hip-Hop-Tanzen und Skaten. Während der Corona-Pandemie war das Sportprogramm unterbrochen. Stattdessen organisierte die SAGA Balkonkonzerte mit Hamburger Künstlerinnen und Künstlern in Innenhöfen der SAGA-Quartiere.

### Stiftung
Ergänzend engagiert sich auch die 2007 gegründete gemeinnützige SAGA GWG Stiftung Nachbarschaft auf sozialem und kulturellem Gebiet.  Das Stiftungskapital beträgt 1,5 Millionen Euro. Von 2008 bis 2022 sind 660 Projekte, Vorhaben und Initiativen gefördert worden. Sie kommen aus den Bereichen Kultur, Völkerverständigung und Toleranz, Sport, Mildtätigkeit und Wohlfahrtspflege, Bildung und Erziehung sowie Jugend- und Altenhilfe.